# José Nicolau Huguet
José Nicolau Huguet (Valencia, siglo XIX-Gijón, 1909) fue un pintor español.

## Biografía
Pintor natural de Valencia, fue discípulo de la Escuela de Bellas Artes de su ciudad natal. En la Exposición celebrada en la misma en 1879 presentó una acuarela, Una tiradora de cartas (óleo), Un moro, Un estudio de pintor y dos paisajes, siendo premiado con medalla de plata de las asignadas a los cuadros de género. En la de la sociedad El Iris, en 1880, Una escena del Gil Blas; en la del Ateneo valenciano de 1881 las siguientes acuarelas: Una fiesta a la puerta de una barraca, Un paisaje de la Huerta, Varios tipos de la Huerta y Un retrato. En la Exposición Nacional celebrada en Madrid en 1881 sus cuadros ¡Allí me gané esta cruz! y El buen consejo. En las iniciadas por el señor Hernández presentó Dar de beber al sediento, Fiesta valenciana, El ramo de flores y Plato árabe. Otros lienzos de su mano, asuntos de género y retratos, figuraron en comercios de Valencia. Nicolau, que fue maestro de la pintora Carolina del Castillo, falleció el 15 de febrero de 1909 en La Guía y fue enterrado en el cementerio de Ceares.